# Imrân Louza
Imrân Louza (* 1. Mai 1999 in Nantes) ist ein in Frankreich geborener marokkanischer Fußballspieler. Der Mittelfeldspieler steht aktuell beim englischen Zweitligisten FC Watford unter Vertrag.

## Karriere

### Verein
Louza wurde im westfranzösischen Nantes als Sohn eines Marokkaners und einer Französin geboren und begann bereits in früher Kindheit mit dem Fußballspielen. Im Alter von sieben Jahren wechselte Imran Louza von Etoile du Cens Nantes in die Nachwuchsabteilung des FC Nantes, wo er die verschiedenen Juniorenauswahlen als Kapitän durchlief. Zur Saison 2017/18 wurde er in die Reservemannschaft FC Nantes II befördert, welche in der fünftklassigen Championnat National 3 spielte. Dort spielte er zwei Jahre lang und erzielte in insgesamt 20 Ligaspielen zehn Tore. Während der zweiten Saison 2018/19 war er auch einige Male im Spieltagskader der ersten Mannschaft gelistet. Am 4. Januar 2019 debütierte er beim 4:1-Heimsieg gegen LB Châteauroux im Coupe de France 2018/19 für die Herrenauswahl, als er in der Startformation stand und ein Tor erzielte. Am letzten Spieltag (24. Mai 2019) der Ligasaison 2018/19 kam er bei der 0:1-Heimniederlage gegen Racing Straßburg in der höchsten französischen Spielklasse zu seinem Debüteinsatz.
In der nächsten Spielzeit 2019/20 entwickelte er sich zum wichtigen Stammspieler unter dem neuen Cheftrainer Christian Gourcuff zum Stammspieler. Sein erstes Ligator gelang ihm am 10. November 2019 (13. Spieltag) bei der 2:3-Heimniederlage gegen den AS Saint-Étienne. In dieser Saison bestritt er 24 Ligaspiele, in denen ihm zwei Tore und zwei Vorlagen gelangen.
Im Juni 2021 wechselte Louza für eine Ablösesumme von zehn Millionen Pfund zum englischen Erstligaaufsteiger FC Watford und unterzeichnete dort einen Fünfjahresvertrag. Mit Watford stieg er am Ende der Saison 2021/22 in die EFL Championship ab.
Anfang Januar 2024 wechselte er leihweise in die Ligue 1 zum FC Lorient. Für die Franzosen absolvierte Louza bis Sommer 2024 14 Ligaspiele und kehrte danach nach England zurück.

### Nationalmannschaft
Aufgrund seines marokkanischen Vaters war es Louza möglich sowohl für die französische als auch für die marokkanische Nationalmannschaft aufzulaufen.
Im Jahr 2017 bestritt er zunächst zwei Länderspiele für die marokkanische U20-Nationalmannschaft, in denen er ein Mal treffen konnte. Im März 2019 absolvierte er dann die ersten Länderspiele für die französische U20-Auswahl. und später für die U21.
Am 6. Oktober 2021 bestritt er dann in einem Pflichtspiel gegen Guinea-Bissau sein erstes A-Länderspiel für Marokko.